# Ana Iliuță
Ana Iliuță (10 gennaio 1958) è un'ex canottiera rumena, vincitrice della medaglia di bronzo nell'otto a Mosca 1980.

## Palmarès
- Giochi olimpici

Mosca 1980: bronzo nell'otto.